# Dancing in the Dark (Kim Wilde-låt)
"Dancing In The Dark" är den sjunde singeln av Kim Wilde. Det är den första singeln som inte är skriven av varken Marty eller Ricki Wilde, utan den är skriven av Nicky Chinn samt Paul Gurvitz. Singeln finns med på hennes album Catch as Catch Can.

## Översikt
Detta är den sämst placerade singeln av Kim Wilde sedan "Time" (1990). Kim var heller inte nöjd med låten och citerade i en intervju:

"No-one expected that 'Dancing in the Dark' would do so badly. Every Monday I woke up in fear and asked my record company if the record had made the charts yet. They reacted coldly. Kim Wilde had disappointed her entourage. And I lost my self-confidence. No, it wasn't really a good song. My brother and father went through a less creative period. They own up to that now. And it can't be a success every time, of course. I still thought I'd failed though." 
Trots att singeln inte nådde några höga placeringar på topplistorna i Storbritannien  lyckades den nå avsevärt höga placeringar i andra europeiska länder.

## Listplaceringar
| Länder (1983)  | Topplaceringar |
| -------------- | -------------- |
| Storbritannien | 67             |
| Danmark        | 3              |
| Tyskland       | 26             |
| Schweiz        | 9              |